# Scalabrini Ortiz (subte de Buenos Aires)
La estación Scalabrini Ortiz, inaugurada como Canning, forma parte de la línea D de la red de subterráneos de la Ciudad de Buenos Aires. La estación fue construida por la compañía española CHADOPyF e inaugurada el 29 de diciembre de 1938. Se encuentra debajo de la Avenida Santa Fe y su intersección con la Avenida Scalabrini Ortiz, en el barrio de Palermo.
Posee una tipología subterránea con 2 andenes laterales y dos vías. Posee un vestíbulo intermedio, acceso mediante escaleras y servicio de Wi-Fi público.

## Historia
Originalmente se denominaba Canning, pero su nombre fue modificado junto con el de la avenida que le da nombre en 1974. 
Durante la Operación Rosario en 1982 se llamó 2 de abril por un breve periodo de tiempo.
En 1997 esta estación fue declarada monumento histórico nacional.

## Decoración
La estación Scalabrini Ortiz continúa el recorrido artístico por las provincias del noroeste del interior argentino de las últimas estaciones originales de la línea D inauguradas en 1940. Posee dos murales de 15,5 x 1,8 metros de superficie basados en bocetos de Rodolfo de 1938, y realizados por Cattaneo y Compañía en Buenos Aires, a diferencia de los murales de la anterior línea construida por la CHADOPyF, cuya temática y origen eran españoles. El primero de ellos está ubicado en el andén con dirección a Congreso de Tucumán y se titula Evocaciones de Salta, mientras que el mural del andén con dirección a Catedral se denomina Tareas campesinas.

## Hitos urbanos
Se encuentran en las cercanías de esta:
- Jardín botánico de Buenos Aires
- Centro Comercial Alto Palermo
- Parque Las Heras
- Predio de exposiciones Exposición Rural Argentina/La Rural De La Sociedad Rural Argentina
- Centro Médico Barrial N.º 22
- Escuela de Educación Especial N.º 17 Arminda Aberastury
- Escuela Técnica N.º 02 Osvaldo Magnasco
- Escuela de Educación Especial N.º 25 Macacha Güemes
- Escuela Normal Superior N.º 06 Vicente López y Planes
- Instituto Superior del Profesorado de Educación Especial

## Imágenes

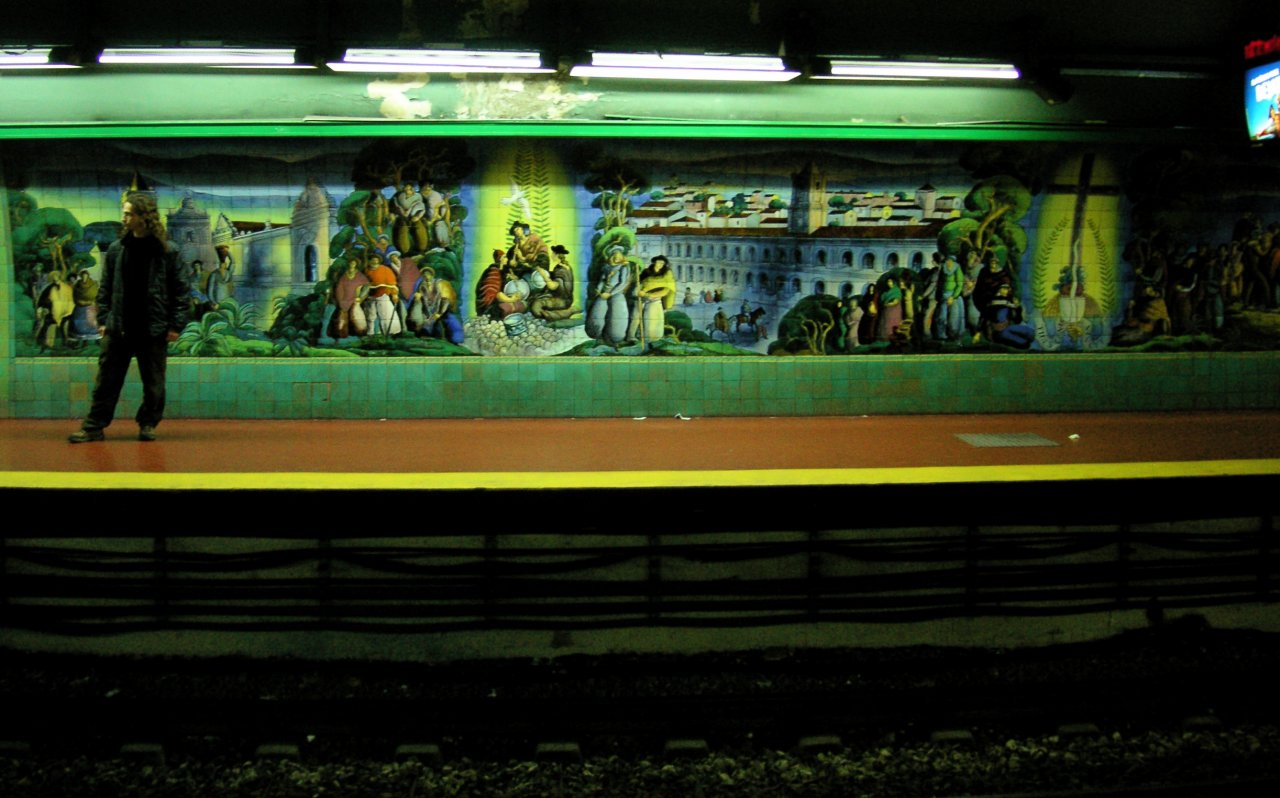
Mural en la estación
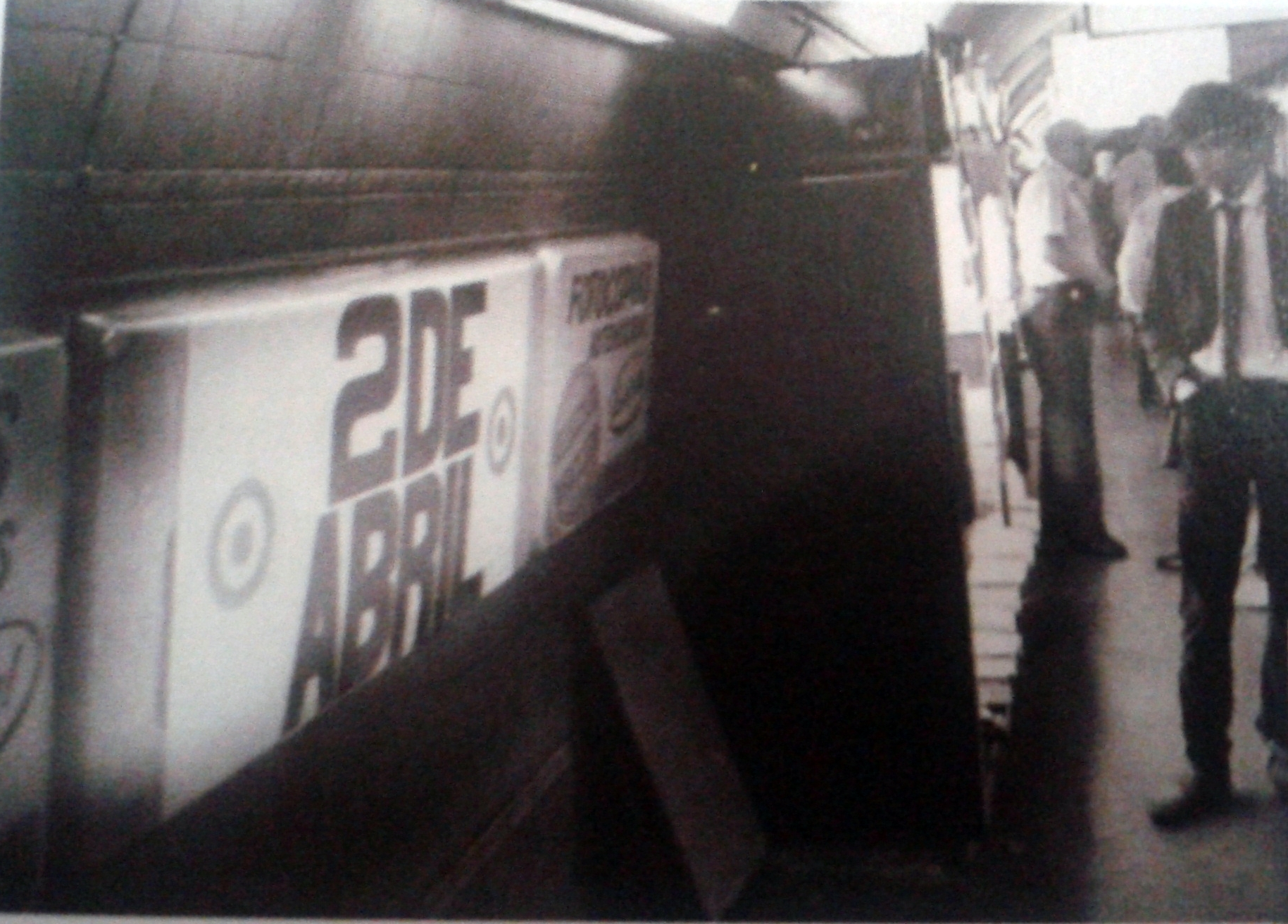
La estación con el nombre 2 de abril tras el éxito de la Operación Rosario en 1982.
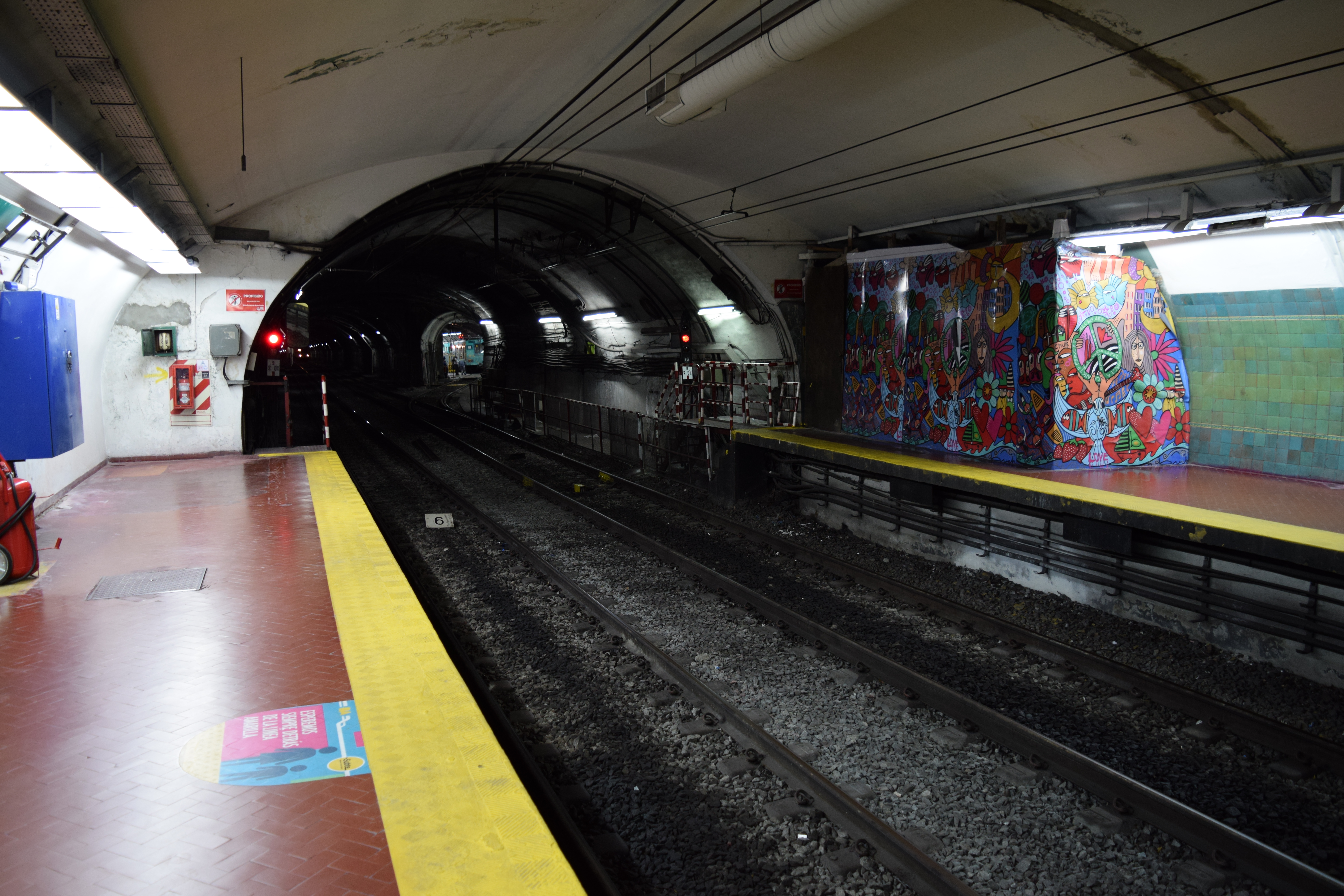
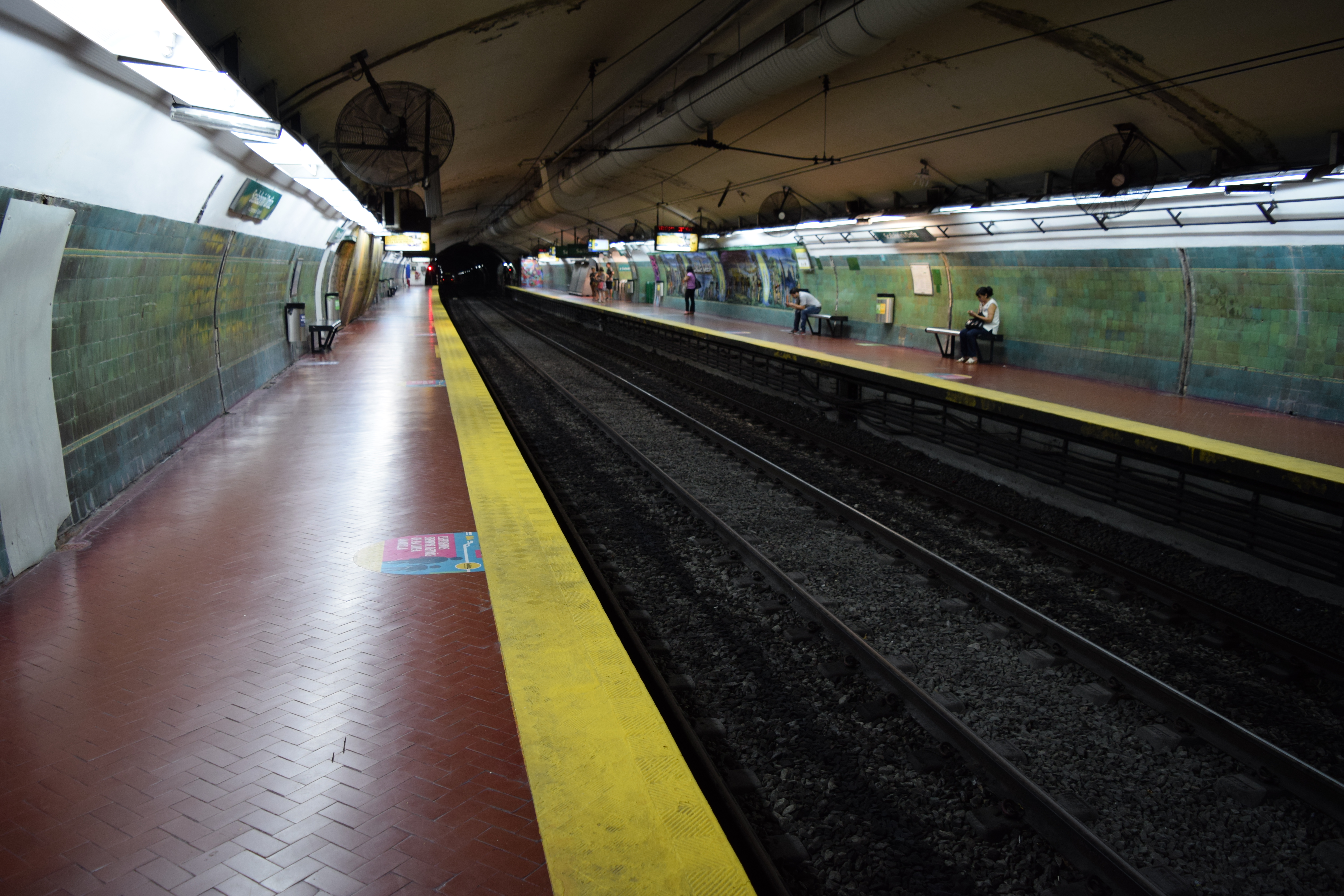